# KBS 뉴스라인 W
《KBS 뉴스라인 W》(KBS NEWS LINE W)는 KBS 1TV에서 매주 월요일 오후 10시 55분, 화요일부터 금요일 오후 10시 50분에 방송 중인 심야 뉴스 프로그램이다.

## 프로그램 소개
뉴스라인 W는 하루하루 국내외 다양한 핫 이슈를 정리해 알기 쉽게 전달하는 종합 심층 뉴스 프로그램입니다.
W는 'Wealth' 'Wellbeing' 'World'의 의미를 담고 있으며 바쁜 현대인의 생활 속에 정치·경제·사회·문화를 아우르는 깊이 있는 뉴스를 전합니다.
뉴스라인 W로 오늘을 정리하고 내일을 준비하십시오!

## 개요
2023년 5월 29일부터 KBS 뉴스라인이 공영성 강화를 위한 부분 개편으로 국제 소식 전문 심야 종합 뉴스 프로그램 KBS 뉴스라인 W로 개편되었으며 2023년 11월 14일부터 가을 개편으로 인해 다시 심층 보도 위주 심야 종합 뉴스 프로그램 포맷으로 변경되었다.

## 방송 시간
- 현재 방송 시간은 2023년 9월 11일부터 기준으로 한다.
- 명절에는 KBS 뉴스로 방송·편성된다.
- 긴급·특집 뉴스가 방송되면 KBS 뉴스특보·특집 KBS 뉴스라인 W로 방송·편성된다.

| 방송 채널 | 방송 기간                           | 방송 시간                                                                              |
| --------- | ----------------------------------- | -------------------------------------------------------------------------------------- |
| KBS 1TV   | 1970년 3월 2일 ~ 1972년 6월 23일    | 평일 밤 11시 5분 ~ 11시 15분 (10분)                                                    |
| KBS 1TV   | 1972년 6월 26일 ~ 1973년 11월 23일  | 평일 밤 11시 ~ 11시 10분 (10분)                                                        |
| KBS 1TV   | 1993년 5월 3일 ~ 1993년 10월 15일   | 평일 밤 11시 45분 ~ 12시 (15분)                                                        |
| KBS 1TV   | 1974년 10월 14일 ~ 1974년 11월 23일 | 평일 밤 11시 ~ 11시 10분 (10분)                                                        |
| KBS 1TV   | 1973년 11월 26일 ~ 1974년 4월 5일   | 평일 밤 10시 50분 ~ 11시 (10분)                                                        |
| KBS 1TV   | 1974년 4월 8일 ~ 1974년 6월 17일    | 평일 밤 11시 15분 ~ 11시 25분 (10분)                                                   |
| KBS 1TV   | 1974년 6월 20일 ~ 1974년 10월 11일  | 평일 밤 11시 30분 ~ 11시 40분 (10분)                                                   |
| KBS 1TV   | 1975년 6월 9일 ~ 1975년 8월 29일    | 평일 밤 11시 30분 ~ 11시 40분 (10분)                                                   |
| KBS 1TV   | 1974년 11월 26일 ~ 1975년 6월 6일   | 평일 밤 11시 20분 ~ 11시 30분 (10분)                                                   |
| KBS 1TV   | 1975년 10월 20일 ~ 1976년 10월 29일 | 평일 밤 11시 20분 ~ 11시 30분 (10분)                                                   |
| KBS 1TV   | 1977년 4월 18일 ~ 1980년 12월 5일   | 평일 밤 11시 20분 ~ 11시 30분 (10분)                                                   |
| KBS 1TV   | 1975년 9월 1일 ~ 1975년 10월 17일   | 평일 밤 11시 50분 ~ 12시 (10분)                                                        |
| KBS 1TV   | 1976년 11월 1일 ~ 1977년 4월 15일   | 평일 밤 11시 25분 ~ 11시 35분 (10분)                                                   |
| KBS 1TV   | 1980년 12월 8일 ~ 1981년 2월 6일    | 평일 밤 11시 ~ 11시 5분 (5분)                                                          |
| KBS 1TV   | 1981년 2월 9일 ~ 1981년 5월 22일    | 평일 밤 11시 25분 ~ 11시 30분 (5분)                                                    |
| KBS 1TV   | 1981년 8월 3일 ~ 1982년 1월 22일    | 평일 밤 11시 25분 ~ 11시 30분 (5분)                                                    |
| KBS 1TV   | 1981년 5월 25일 ~ 1981년 6월 26일   | 평일 밤 11시 40분 ~ 11시 45분 (5분)                                                    |
| KBS 1TV   | 1981년 6월 29일 ~ 1981년 7월 31일   | 평일 밤 11시 45분 ~ 11시 50분 (5분)                                                    |
| KBS 1TV   | 1982년 1월 25일 ~ 1984년 4월 6일    | 평일 밤 11시 50분 ~ 12시 35분 (45분)                                                   |
| KBS 1TV   | 1984년 4월 9일 ~ 1984년 10월 26일   | 평일 밤 11시 45분 ~ 12시 30분 (45분)                                                   |
| KBS 1TV   | 1986년 11월 3일 ~ 1987년 3월 20일   | 평일 밤 11시 30분 ~ 12시 15분 (45분)                                                   |
| KBS 1TV   | 1989년 10월 23일 ~ 1992년 8월 15일  | 평일 밤 11시 30분 ~ 12시 15분 (45분)                                                   |
| KBS 1TV   | 1987년 3월 23일 ~ 1987년 10월 9일   | 평일 밤 11시 40분 ~ 12시 20분 (40분)                                                   |
| KBS 1TV   | 1987년 10월 12일 ~ 1988년 4월 29일  | 평일 밤 11시 ~ 11시 55분 (55분)                                                        |
| KBS 1TV   | 1988년 5월 2일 ~ 1989년 10월 20일   | 평일 밤 11시 10분 ~ 11시 55분 (45분)                                                   |
| KBS 1TV   | 1992년 8월 18일 ~ 1992년 10월 2일   | 평일 밤 11시 25분 ~ 12시 10분 (45분)                                                   |
| KBS 1TV   | 1984년 10월 29일 ~ 1985년 5월 3일   | 평일 밤 11시 45분 ~ 12시 30분 (45분)                                                   |
| KBS 1TV   | 1985년 5월 6일 ~ 1985년 7월 5일     | 평일 밤 11시 50분 ~ 12시 35분 (45분)                                                   |
| KBS 1TV   | 1985년 7월 8일 ~ 1985년 11월 1일    | 평일 밤 11시 40분 ~ 12시 25분 (45분)                                                   |
| KBS 1TV   | 1985년 11월 4일 ~ 1986년 10월 31일  | 평일 밤 11시 30분 ~ 12시 15분 (45분)                                                   |
| KBS 1TV   | 1992년 10월 5일 ~ 1993년 4월 30일   | 평일 밤 11시 25분 ~ 12시 10분 (45분)                                                   |
| KBS 1TV   | 1993년 10월 18일 ~ 1994년 6월 10일  | 평일 밤 11시 35분 ~ 12시 (25분)                                                        |
| KBS 1TV   | 1994년 6월 13일 ~ 1994년 10월 7일   | 평일 밤 11시 50분 ~ 12시 15분 (25분)                                                   |
| KBS 1TV   | 1994년 10월 10일 ~ 1995년 2월 17일  | 평일 밤 11시 ~ 11시 55분 (55분)                                                        |
| KBS 1TV   | 1995년 2월 20일 ~ 1995년 4월 28일   | 평일 밤 11시 ~ 11시 50분 (50분)                                                        |
| KBS 1TV   | 1995년 5월 1일 ~ 1996년 2월 29일    | 평일 밤 11시 ~ 11시 45분 (45분)                                                        |
| KBS 1TV   | 1998년 10월 12일 ~ 2000년 4월 28일  | 평일 밤 11시 ~ 11시 45분 (45분)                                                        |
| KBS 1TV   | 1996년 3월 5일 ~ 1998년 10월 9일    | 평일 밤 11시 ~ 11시 40분 (40분)                                                        |
| KBS 1TV   | 2000년 10월 9일 ~ 2001년 4월 27일   | 평일 밤 11시 ~ 11시 40분 (40분)                                                        |
| KBS 1TV   | 2011년 1월 3일 ~ 2013년 4월 5일     | 평일 밤 11시 ~ 11시 40분 (40분)                                                        |
| KBS 1TV   | 2014년 9월 1일 ~ 2017년 9월 1일     | 평일 밤 11시 ~ 11시 40분 (40분)                                                        |
| KBS 1TV   | 2018년 4월 9일 ~ 2018년 9월 7일     | 평일 밤 11시 ~ 11시 40분 (40분)                                                        |
| KBS 1TV   | 2000년 5월 1일 ~ 2000년 10월 6일    | 평일 밤 11시 ~ 11시 30분 (30분)                                                        |
| KBS 1TV   | 2004년 5월 3일 ~ 2005년 4월 29일    | 평일 밤 11시 ~ 11시 30분 (30분)                                                        |
| KBS 1TV   | 2005년 7월 4일 ~ 2010년 12월 30일   | 평일 밤 11시 ~ 11시 30분 (30분)                                                        |
| KBS 1TV   | 2001년 4월 30일 ~ 2004년 4월 30일   | 평일 밤 11시 ~ 11시 35분 (35분)                                                        |
| KBS 1TV   | 2005년 5월 2일 ~ 2005년 7월 1일     | 월요일 ~ 목요일 밤 11시 ~ 11시 35분 (35분) 금요일 밤 11시 ~ 11시 30분 (30분)           |
| KBS 1TV   | 2013년 4월 8일 ~ 2013년 10월 18일   | 평일 밤 11시 30분 ~ 12시 (30분)                                                        |
| KBS 1TV   | 2013년 10월 21일 ~ 2014년 8월 29일  | 월요일 ~ 목요일 밤 11시 30분 ~ 12시 30분 (60분) 금요일 밤 11시 30분 ~ 12시 10분 (40분) |
| KBS 1TV   | 2017년 9월 4일 ~ 2018년 2월 2일     | 평일 밤 10시 30분 ~ 11시 (30분)                                                        |
| KBS 1TV   | 2018년 2월 5일 ~ 2018년 4월 6일     | 평일 밤 10시 50분 ~ 11시 30분 (40분)                                                   |
| KBS 1TV   | 2018년 9월 10일 ~ 2018년 11월 29일  | 월요일 ~ 목요일 밤 11시 ~ 11시 30분 (30분)                                             |
| KBS 1TV   | 2020년 6월 29일 ~ 2023년 5월 26일   | 월요일 ~ 목요일 밤 11시 30분 ~ 12시 10분 (40분) 금요일 밤 11시 40분 ~ 12시 10분 (30분) |
| KBS 1TV   | 2023년 5월 29일 ~ 2023년 9월 1일    | 월요일 밤 10시 55분 ~ 11시 35분 화요일 ~ 금요일 밤 10시 50분 ~ 11시 30분 (40분)        |
| KBS 1TV   | 2023년 9월 11일 ~ 현재              | 월요일 밤 10시 55분 ~ 11시 35분 화요일 ~ 금요일 밤 10시 50분 ~ 11시 30분 (40분)        |
| KBS 1TV   | 2023년 9월 4일 ~ 2023년 9월 8일     | 월요일 밤 11시 ~ 11시 40분 화요일 ~ 금요일 밤 10시 50분 ~ 11시 30분 (40분)             |

## 앵커
- 현재 앵커는 2025년 3월 10일부터 기준으로 한다.

| 대수 | 진행자    | 진행자 | 진행 기간                           | 비고               |
| 대수 | 남성      | 여성   | 진행 기간                           | 비고               |
| ---- | --------- | ------ | ----------------------------------- | ------------------ |
| 1대  | 이윤성    | 빈칸   | 1982년 1월 25일 ~ 1984년 11월 23일  |                    |
| 2대  | 故 이창호 | 빈칸   | 1984년 11월 26일 ~ 1985년 2월 15일  |                    |
| 3대  | 이윤성    | 빈칸   | 1985년 2월 18일 ~ 1988년 3월 25일   | [ 2 ]              |
| 4대  | 박대석    | 빈칸   | 1988년 3월 28일 ~ 1991년 12월 2일   |                    |
| 5대  | 빈칸      | 임수민 | 1991년 12월 3일 ~ 1993년 4월 30일   |                    |
| 6대  | 故 이천규 | 빈칸   | 1993년 5월 3일 ~ 1993년 10월 15일   |                    |
| 7대  | 빈칸      | 황정민 | 1993년 10월 18일 ~ 1994년 10월 7일  |                    |
| 8대  | 길종섭    | 장은영 | 1994년 10월 10일 ~ 1995년 4월 28일  | [ 3 ] [ 4 ]        |
| 9대  | 길종섭    | 임성민 | 1995년 5월 1일 ~ 1997년 2월 28일    | [ 5 ]              |
| 10대 | 길종섭    | 공정민 | 1997년 3월 3일 ~ 1998년 5월 1일     |                    |
| 11대 | 김준석    | 신윤주 | 1998년 5월 4일 ~ 2000년 4월 28일    |                    |
| 12대 | 김준석    | 이한숙 | 2000년 5월 1일 ~ 2001년 11월 2일    | [ 6 ] [ 7 ]        |
| 13대 | 유연채    | 이한숙 | 2001년 11월 5일 ~ 2002년 3월 29일   |                    |
| 14대 | 유연채    | 공정민 | 2002년 4월 1일 ~ 2002년 10월 25일   | [ 8 ] [ 9 ] [ 10 ] |
| 15대 | 유연채    | 김경란 | 2002년 10월 28일 ~ 2003년 5월 23일  |                    |
| 16대 | 박영환    | 김경란 | 2003년 5월 26일 ~ 2003년 6월 20일   |                    |
| 17대 | 박영환    | 김성은 | 2003년 6월 23일 ~ 2005년 4월 29일   | [ 11 ] [ 12 ]      |
| 18대 | 박영환    | 정은승 | 2005년 5월 2일 ~ 2008년 11월 14일   | [ 13 ] [ 14 ]      |
| 19대 | 박상범    | 윤수영 | 2008년 11월 17일 ~ 2010년 12월 30일 | [ 16 ] [ 17 ]      |
| 20대 | 박상범    | 김진희 | 2011년 1월 3일 ~ 2013년 4월 5일     | [ 19 ] [ 20 ]      |
| 21대 | 한상덕    | 이지연 | 2013년 4월 8일 ~ 2013년 10월 18일   | [ 21 ]             |
| 22대 | 이영현    | 이지연 | 2013년 10월 21일 ~ 2014년 12월 30일 | [ 22 ]             |
| 23대 | 이영현    | 백승주 | 2015년 1월 1일 ~ 2016년 4월 22일    | [ 24 ] [ 25 ]      |
| 24대 | 양지우    | 이각경 | 2016년 4월 25일 ~ 2017년 1월 13일   | [ 27 ]             |
| 25대 | 이주한    | 이각경 | 2017년 1월 16일 ~ 2018년 4월 13일   | [ 28 ] [ 29 ]      |
| 26대 | 김태욱    | 이각경 | 2018년 4월 16일 ~ 2018년 11월 29일  | [ 30 ] [ 31 ]      |
| 27대 | 이민우    | 빈칸   | 2020년 6월 29일 ~ 2021년 4월 22일   | [ 32 ]             |
| 28대 | 최영철    | 빈칸   | 2021년 4월 26일 ~ 2022년 4월 1일    |                    |
| 29대 | 이승기    | 빈칸   | 2022년 4월 4일 ~ 2023년 5월 26일    |                    |
| 30대 | 빈칸      | 이윤희 | 2023년 5월 29일 ~ 2023년 11월 10일  |                    |
| 31대 | 이승기    | 빈칸   | 2023년 11월 13일 ~ 2025년 3월 7일   | [ 34 ] [ 35 ]      |
| 32대 | 김현경    | 빈칸   | 2025년 3월 10일 ~ 현재              |                    |

## 코너

### 방영 코너
| 코너명                | 진행자               |
| --------------------- | -------------------- |
| 앵커 브리핑           | 김현경 기자          |
| 오늘의 영상           | 김현경 기자          |
| 간추린 뉴스           | 김현경 기자          |
| 이 시각 소방청 상황실 | 김수현 소방청 소방교 |
| 날씨                  | 강아랑 기상 캐스터   |
| 클로징                | 김현경 기자          |

오늘의 영상
하루를 정리하는 영상을 내보내는 코너. 2020년 6월 29일부터 뉴스라인 재개와 함께 신설되었으며, 당시 클로징 직후에 내보내며 엔딩 영상의 역할을 했다. 2023년 5월 29일부터 KBS 뉴스라인 W 개편에 따라 날씨 직후 클로징 전에 내보냈으며, 2024년 1월 18일부터 뉴스 중반에 내보낸다.
앵커 브리핑
앵커 브리핑 코너. 2024년 3월 4일부터 신설되었다.
간추린 뉴스
단신 뉴스 코너. 2023년 5월 29일부터 큐레이터 W로 신설되었으며, 2023년 11월 29일부터 현재의 간추린 뉴스로 변경되었다.
이 시각 소방청 상황실
소방청 상황실을 연결해서 오늘의 사고 소식을 알아보는 코너. 김수현 소방청 소방교가 진행한다.
날씨
기상 정보 코너. 2023년 6월 12일부터 11월 10일까지는 국내 날씨를 먼저 전한 후 마지막에 세계 주요 도시 날씨도 전달하였으나 2023년 11월 13일부터는 국내 날씨만 전달한다.

### 종영 코너
| 코너명    | 진행자                 |
| --------- | ---------------------- |
| 오늘의 W  | 이승기 기자            |
| 월드 이슈 |                        |
| 마켓 나우 | 김동공 유안타증권 차장 |

오늘의 W
헤드라인 뉴스 코너. 본래 명칭은 헤드라인이었으나, 2022년 4월 4일부터 간추린 뉴스로 변경되었고, 2023년 5월 29일부터 현재의 오늘의 W로 변경되어 주요 국제 이슈를 찝어 소개하는 국제 헤드라인 뉴스 코너로 전환되었으나, 2023년 11월 13일부터 다시 일반적인 헤드라인 뉴스 코너로 환원되었다.
월드 이슈
심층 토크 코너. 신설 당시 명칭은 기획 대담이었으나, 2010년 11월 29일부터 뉴스 토크로 변경되었고, 2013년 10월 21일부터 이슈 & 토크로 변경되었으며, 2018년 11월 29일 KBS 뉴스라인 종영 이후 2020년 6월 29일부터 KBS 뉴스라인 재신설과 동시에 심층 인터뷰로 재신설되었고, 2023년 5월 29일부터 KBS 뉴스라인 W 개편에 따라 현재의 월드 이슈로 변경되었다.
마켓 나우
미국 증시를 포함한 국제 증권 시황 코너. 김동공 유안타증권 차장이 진행했다.

## 타이틀 변천사
| 기수 | 프로그램 타이틀   | 방송 기간                           |
| ---- | ----------------- | ----------------------------------- |
| 1기  | KBS 뉴스          | 1970년 3월 2일 ~ 1973년 11월 23일   |
| 2기  | KBS 마감뉴스      | 1973년 11월 26일 ~ 1982년 1월 22일  |
| 3기  | KBS 보도본부 24시 | 1982년 1월 25일 ~ 1984년 10월 26일  |
| 4기  | KBS 뉴스센터 24시 | 1984년 10월 29일 ~ 1986년 10월 31일 |
| 5기  | KBS 보도본부 24시 | 1986년 11월 3일 ~ 1992년 10월 2일   |
| 6기  | KBS 뉴스 24시     | 1992년 10월 5일 ~ 1993년 4월 30일   |
| 7기  | KBS 뉴스          | 1993년 5월 3일 ~ 1993년 10월 15일   |
| 8기  | KBS 뉴스 24시     | 1993년 10월 18일 ~ 1994년 10월 7일  |
| 9기  | KBS 뉴스라인      | 1994년 10월 10일 ~ 2018년 11월 29일 |
| 10기 | KBS 뉴스라인      | 2020년 6월 29일 ~ 2023년 5월 26일   |
| 11기 | KBS 뉴스라인 W    | 2023년 5월 29일 ~ 현재              |

## 같이 보기
- KBS 뉴스 (2400)
- KBS 뉴스특보
- KBS 뉴스 (주말)

## 경쟁 프로그램
- MBC 뉴스 25 (MBC TV)
- SBS 나이트라인 (SBS TV)